# Nagadeba indecoralis
Nagadeba indecoralis là một loài bướm đêm trong họ Noctuidae.